# Александар Велики
Александар III Македонски (стгрч. Ἀλέξανδρος, Alexandros; Пела, 20. јул 356. п. н. е. — Вавилон, 10. јун 323. п. н. е.), познатији као Александар Велики, био је краљ старогрчког краљевства Македоније. Наследио је свог оца Филипа II на престолу 336. п. н. е. у доби од 20 година, и провео је већину година владавине у дуготрајном војном походу широм западне Азије и Египта. До своје тридесете године створио је једно од највећих царстава у историји, које се протезало од Грчке до северозападне Индије. Био је непоражен у биткама и сматра се једним од највећих и најуспешнијих војних команданата у историји.
До 16. године, Александра је подучавао Аристотел. Године 335. п. н. е., убрзо након што је преузео краљевску власт над Македонијом, кренуо је у поход на Балкан и поново успоставио контролу над Тракијом и Илиријом пре него што је кренуо на град Тебу, који је касније уништен у борби. Александар је тада водио Коринтски савез и искористио је свој ауторитет да покрене панхеленски пројекат који је предвидео његов отац, преузимајући вођство над свим Грцима у њиховом освајању Персије.
Године 334. п. н. е., напао је Ахеменидско Персијско царство и започео низ освајачких похода који су трајали 10 година. Након освајања Мале Азије, Александар је сломио моћ Ахеменидске Персије у низу одлучујућих битака, укључујући оне код Иса и Гаугамеле; потом је збацио Дарија III са престола и освојио Ахеменидско царство у целости. Након пада Персије, Македонско царство је држало огроман део територије између Јадранског мора и реке Инд. Александар је настојао да стигне до „краја света и Великог спољног мора“ и напао је Индију 326. п. н. е., постигавши важну победу над Порусом, античким индијским краљем данашњег Панџаба, у бици на Хидаспу. Због захтева својих трупа које су биле носталгичне за домом, он се на крају вратио код реке Беас и касније умро 323. п. н. е. у Вавилону, граду Месопотамије који је планирао да успостави као престоницу свог царства. Александрова смрт оставила је неизвршену додатну серију планираних војних и трговачких похода који би започели грчком инвазијом на Арабију. У годинама након његове смрти, низ грађанских ратова избио је широм Македонског царства, што је на крају довело до његовог распада од стране Дијадоса.
Са његовом смрћу која је означила почетак Хеленистичког периода, Александрово наслеђе укључује културну дифузију и синкретизам који су изазвали његови освајачки походи, као што су грчко-будизам и хеленистички јудаизам. Основао је више од двадесет градова који су носили његово име, од којих је најистакнутији град Александрија у Египту. Александрово насељавање грчких колониста и резултирајуће ширење грчке културе довело је до огромне доминације Хеленистичке цивилизације и утицаја све до Индијског потконтинента. Хеленистички период се развио кроз Римско царство у модерну западну културу; Грчки језик је постао лингуа франца региона и био је доминантан језик Византијског царства све до његовог колапса средином 15. века нове ере. Заједнице грчког говорног подручја у централној Анадолији и у далекој источној Анадолији опстале су до геноцида над Грцима током 1910-их и раних 1920-их, као и до размене грчко-турског становништва средином 1920-их. Александар је постао легендаран као класичан херој по узору на Ахила, који је истакнут у историјским и митским традицијама и грчке и негрчке културе. Његова војна достигнућа и невиђени трајни успеси у биткама учинили су га мером са којом ће се поредити многе касније војсковође, а његове тактике остају значајан предмет проучавања на војним академијама широм света.

## Младост

### Порекло и детињство
Александар III је рођен у Пели, престоници Краљевине Македоније шестог дана античког грчког месеца Хекатомбаниона, што вероватно одговара 20. јулу 356. п. н. е. (иако је званични датум непознат). Био је син македонског краља Филипа II и његове четврте супруге Олимпијаде (ћерка Неоптолема I, краља Епира). Иако је Филип имао седам или осам супруга, Олимпијада је неко време била његова главна супруга, вероватно зато што је родила Александра.
Неколико легенди окружује Александрово рођење и детињство. Према античком грчком биографу Плутарху, уочи њене прве ноћи са Филипом, Олимпијада је сањала да је њену материцу погодио гром који је изазвао пламен, који се потом проширио "далеко и широко" пре него што се угасио. Нешто после венчања, каже се да је Филип видео себе, у сну, како причвршћује утробу његове жене са печатом угравираног лика лава. Плутарх је имао различита тумачења ових снова: да је Олимпијада била трудна пре брака, на које указује запечаћење њене материце; или да је Александров отац био Зевс. Антички коментатори су били подељени око тога да ли је амбициозна Олимпијада објавила причу о Александровом божанском пореклу, тврдећи да је она рекла Александру те исте приче, или је то дошло тек касније, а да Олимпијада са тим није имала везе.
На дан када се Александар родио, Филип је припремао опсаду града Потидеје на полуострву Халкидики. Истог тог дана, Филип је добио вест да је његов генерал Парменион победио комбиновану илирску и пеонску војску и да су његови коњи победили на Олимпијским играма. Речено је и да је на тадашњи дан Артемидин храм, у Ефесу, један од Седам светских чуда, изгорео. Ово је навело Хегесија Магнезијског да каже да је храм изгорео јер је Артемида била одсутна, присуствоваши Александровом рођењу. Такве легенде су се можда појавиле када је Александар већ био краљ, а можда и по самом његовом подстицају, да би се показало да је он натчовечан и предодређен за величину од зачећа.
У његовом раним годинама, Александра је одгајала лекарка, Ланика, сестра Александровог будућег генерала Клита Црног. Касније у детињству, Александра су подучавали строги Леонида, рођак његове мајке, и Лисимах из Акарнаније. Александар је одгајан у маниру племенитих македонских омладинаца, учивши да чита, свира лиру, јаше, бори се и лови. Када је Александар имао десет година, трговац из Тесалије је донео Филипу коња којег је понудио да прода за тринаест талената. Коњ је одбијао да буде узјашен, и Филип није желео да га узме. Александар је, међутим, уочивши коњев страх од сопствене сенке, затажио од оца да он покуда да га укроти, што му је на крају успело. Плутарх је изјавио да је Филип, пресрећан због овог испољавања храбрости и амбиције, у сузама пољубио свог сина, рекавши: „Дечаче мој, мораш да нађеш краљевство довољно велико за своје амбиције. Македонија је премала за тебе” и купио му је коња. Александар га је назвао Букефал, што значи „глава вола”. Букефал је пратио Александра све до Индије. Када је коњ умро (због старости, према Плутарху, у тридесетој години), Александар је именовао град по њему - Букефалију.

### Образовање
Када је Александар имао 13 година, Филип је почео да му тражи учитеља и размишљао је о академцима као што су Исократ и Спеусип, овај последњи је чак нудио и оставку на месту управљања академијом како би преузео функцију Александровог учитеља. На крају, Филип је изабрао Аристотела и обезбедио је храм Нимфеј у Мијези као учионицу. У замену за Александрово подучавање, Филип је пристао да поново изгради Аристотелов родни град Стагеиру, који је Филип уништио, и да га поново насели куповином и ослобађањем бивших грађана који су постали робови и помиловањем оних који су послати у прогонство.
Мијеза је била као интернат за Александра и децу осталих македонских званичника, попут Птолемеја, Хефестиона и Касандра. Многи од тих ученика ће постати Александрови пријатељи и будући генерали, а биће познати и као „сапутници”. Аристотел је подучавао Александра и његове сапутнике о медицини, филозофији, моралима, религији, логици и уметности. Под Аристотеловим учењима, Александар је развио страст према Хомеровим делима, а посебно према Илијади; Аристотел му је дао копију са белешкама, коју је Александар касније носио са собом у походима.
Александар је могао да цитира Еурипида по свом сећању.
Током своје младости, Александар је био упознат и са прогнаним Персијанцима на македонском двору, који су неколико година добијали заштиту Филипа II јер су се супротстављали Артаксерксу III. Међу њима су били и Артабаз II и његова ћерка Барсина, могуће будућа Александрова љубавница, која је боравила на македонском двору од 352. п. н. е. до 342. п. н. е., као и Аминапес, будући Александров сатрап и персијски племић по имену Сисин. Ово је македонском двору дало добро познавање персијских несугласица, а можда је чак и утицало на неке од новина у управљању македонском државом.
У Суди, византијској енциклопедији из 10. века, пише да је Анаксимен из Лампсака био такође један од Александрових учитеља, и да је Анаксимен такође пратио Александра у његовим походима.

## Наследник Филипа II

### Регентство и успон Македоније
Када је имао 16 година, Александрово образовање под Аристотелом се завршило. Филип II је водио рат против Трачана на северу, поставивши Александра као регента и наследника престола.
За време Филиповог одсуства, трачанско племе у Маедији је подигло побуну против Македоније. Александар је брзо реаговао и отерао их са њихове територије. Територија је колонизована и основан је град по имену Александропољ.
По Филиповом повратку, Александар је послат са малом силом да обузда побуне у јужној Тракији. У походу против грчког града Перинта, Александар је наводно спасао живот свом оцу. У међувремену, град Амфиса је почео да обрађује земље које су биле свете за Аполона близу Делфија, светогрђе које је Филипу дало прилику да даље интервенише у грчким пословима. Док је Филип био заузет у Тракији, Александру је било наређено да прикупи војску за поход на јужну Грчку. Забринут да би и друге грчке државе могле да интервенишу, Александар је учинио да изгледа као да се уместо тога спрема да нападне Илирију. Током овог превирања, Илири су напали Македонију, али их је Александар поразио.
Филип и његова војска су се придружили његовом сину 338. п. н. е., и кренули су на југ кроз Термопил, заузевши га након упорног отпора тебанског гарнизона. Затим су окупирали град Елатеју, удаљен само неколико дана марширања од Атине и Тебе. Атињани, предвођени Демостеном, гласали су за тражење савеза са Тебом против Македоније. И Атина и Филип су послали амбасаде да придобију наклоност Тебе, али је Атина победила у надметању. Филип је кренуо на Амфису (наводно поступајући по захтеву Амфиктионске лиге), заробивши плаћенике које је тамо послао Демостен и прихвативши предају града. Филип се затим вратио у Елатеју, пославши последњу понуду мира Атини и Теби, коју су је обе одбиле.
Док је Филип марширао према југу, његови противници су га пресрели код Херонеје у Беотији. Током битке код Херонеје која је уследила, Филип је командовао десним крилом, а Александар левим, у пратњи групе Филипових генерала од поверења. Према античким изворима, две стране су се неко време жестоко бориле. Филип је намерно наредио својим трупама да се повуку, рачунајући на то да ће их неиспитани атински хоплити пратити, чиме је успео да сломи њихов ред. Александар је први сломио тебанске редове, а за њим и Филипови генерали. Пошто је оштетио непријатељску кохезију, Филип је наредио својим трупама да крену у директни напад и брзо их разбио. Са изгубљеним Атињанима, Тебанци су били опкољени. Остављени да се боре сами, били су поражени.
После победе код Херонеје, Филип и Александар су без отпора кренули на Пелопонез, били су дочекани од свих градова; међутим, када су стигли у Спарту, одбијени су, али нису прибегли рату. У Коринту је Филип успоставио „Хеленски савез“ (по узору на стари антиперсијски савез из грчко-персијских ратова), који је укључивао већину грчких градова-држава осим Спарте. Филип је тада именован за Хегемона (често се преводи као „Врховни командант“) овог савеза (којег модерни историчари називају Коринтски савез) и најавио је своје планове да нападне Персијско царство.

### Прогонство и повратак
Када се Филип вратио у Пелу, заљубио се и оженио је Клеопатру Еуридику 338. п. н. е., братаницу свог генерала Атала. Овај брак је учинио Александрову позицију наследника мање осигураном, пошто би сваки син Клеопатре Еуридике био чистокрвни македонски наследник, док је Александар био само полу-Македонац. Током свадбеног банкета, пијани Атал се у јавности молио боговима да брак изроди законитог наследника.
На венчању Клеопатре, у коју се Филип заљубио и оженио, будући да је била премлада за њега, њен стриц Атал је у пијаном стању пожелео да Македонци преклињу богове да им дају законитог наследника краљевства од стране његове братанице. То је толико изнервирало Александра, да му је бацио једну од чаша на главу: „Будало”, рекао је, „Јесам ли ја онда копиле?” Тада је Филип, подржавајући Атала, устао и хтео је да крене на свог сина; али на срећу за обојицу, или његов пренагли бес, или вино које је попио, натерало га је да оклизне ногу и падне на под. На шта га је Александар прекорно увредио: „Видите!”, рекао је, „човек који се спрема да пређе из Европе у Азију, преврнуо се у преласку са једног места на друго.— Плутарх, описујући свађу на Филиповом венчању.
337. године п. н. е., Александар је напустио Македонију са својом мајком, оставивши је код њеног брата краља Александра I Епирског у Додони, престоници Молосијаца. Он је наставио према Илирији, где је потражио уточиште код једног или више илирских краљева, могуће код Глаукија, и био је третиран као гост, иако их је неколико година раније поразио у бици. Међутим, изгледа да Филип никада није намеравао да се одрекне свог политички и војно обученог сина. Сходно томе, Александар се вратио у Македонију након шест месеци захваљујући напорима породичног пријатеља, Демарата, који је посредовао између две стране.
Следеће године, персијски сатрап (гувернер) Карије, Пиксодар, понудио је своју најстарију ћерку Александровом полубрату, Филипу Аридеју. Олимпијада и неколико Александрових пријатеља су му сугерисали да ово показује да Филип намерава да Аридеја учини својим наследником. Александар је реаговао тако што је послао забављача, Тезала из Коринта, да каже Пиксодару да не треба да нуди руку своје ћерке незаконитом сину, већ је требао Александру. Када је Филип чуо за то, прекинуо је преговоре и прекорио Александра што жели да се ожени ћерком Каријанца, уз објашњење да је желео бољу невесту за њега. Филип је протерао четворицу Александрових пријатеља Харпала, Неарха, Птолемеја и Еригија и натерао је Коринћане да му доведу Тезала у ланцима.

## Краљ Македоније

### Долазак на престо
У лето 336. п. н. е., док је у Еги присуствовао венчању своје ћерке Клеопатре са Олимпијадиним братом, Александром I Епирским, Филипа је убио капетан његових телохранитеља, Паусанија. Док је Паусанија покушавао да побегне, саплео се о лозу и убили су га гоничи, укључујући и двојицу Александрових другова, Пердику и Леоната. Александра су племићи и војска у 20. години, на лицу места, прогласили за новог краља.

### Консолидација власти
Александар је започео своју владавину елиминацијом потенцијалних ривала на престолу. Наредио је да се његов рођак, бивши Аминта IV погуби. Такође је наредио да се елиминишу двојица македонских кнежева из области Линкеста, али је поштедео трећег, Александра Линкеста. Олимпијада је Клеопатру Еуридику и Европу, њену ћерку са Филипом, спалила живе. Када је Александар сазнао за то, био је бесан. Александар је наредио и убиство Атала, који је командовао претходницом војске у Малој Азији и Клеопатриног стрица.
Атал се у то време дописивао са Демостеном, у вези са могућношћу пребега у Атину. Атал је такође неколико пута увредио Александра, а након Клеопатриног убиства, Александар га је можда сматрао превише опасним да би га оставио у животу. Александар је поштедео Аридеја, који је по свему судећи био ментално нестабилан, вероватно као последица тровања од стране Олимпијаде.
Вест о Филиповој смрти натерала је многе државе на побуну, укључујући Тебу, Атину, Тесалију и трачанска племена северно од Македоније. Када је до Александра стигла вест о побунама, брзо је реаговао. Иако му је саветовано да користи дипломатију, Александар је окупио 3.000 македонских коњаника и одјахао на југ према Тесалији. Затекао је тесалску војску како заузима прелаз између планине Олимп и планине Осе, и наредио је својим људима да јашу преко планине Осе. Када су се Тесалијанци сутрадан пробудили, видели су Александра у позадини и одмах су се предали, додајућу своју коњицу Александровој војсци. Затим је наставио на југ према Пелопонезу.
Александар се зауставио у Термофилу, где је био признат као вођа Амфиктионске лиге пре него што је кренуо на југ у Коринт. Атина је тражила мир и Александар је помиловао побуњенике. Чувени сусрет Александра и Диогена из Синопе догодио се за време Александровог боравка у Коринту. Када је Александар упитао Диогена шта може да уради за њега, филозоф је презриво замолио Александра да се помери мало у страну, јер му је блокирао сунчеву светлост. Овај одговор је очигледно одушевио Александра, за кога се наводи да је рекао: „Али заиста, да нисам Александар, волео бих да сам Диоген.” У Коринту је Александар узео титулу Хегемона („вођа”) и, као и Филип, постављен је за команданта предстојећег рата против Персије. Добио је и вести о трачанској побуни.

### Балкански поход
Пре него што је прешао у Азију, Александар је желео да заштити своје северне границе. У пролеће 335. п. н. е., угушио је неколико побуна. Полазећи од Амфипоља, отпутовао је на исток у земљу „Независних Трачана”; а код планине Хемус, македонска војска је напала и поразила трачанске снаге које су се налазиле на висовима. Македонци су ушли у земљу Трибала и поразили су њихову војску код реке Лигин (притока Дунава). Александар је потом три дана марширао према Дунаву, наишавши на племе Гети на супротној страни обале. Прешавши реку ноћу, изненадио их је и натерао њихову војску на повлачење после првог окршаја коњице.
До Александра је тада стигла вест да су илирски поглавица Клит и краљ Глаукија од Таулантија у отвореној побуни против његове власти. Марширајући на запад у Илирију, Александар им је поразио сваки ред, приморавајући два владара да побегну са својим трупама. Овим победама обезбедио је своју северну границу.
Док је Александар одлазио према северу, Тебанци и Атињани су се поново побунили. Александар је одмах кренуо на југ. Док су други градови поново оклевали, Теба је одлучила да се бори. Тебански отпор је био неефикасан, а Александар је срушио град и поделио његову територију између других беотијских градова. Крај Тебе је застрашио Атину, остављајући целу Грчку привремено у миру. Александар је тада кренуо у свој поход на Азију, именовавши Антипатера као регента.

## Освајање Ахеменидског Персијског царства

### Мала Азија
Након своје победе у бици код Херонеје (338. п. н. е.), Филип II је почео да успоставља себе као хегемона (грч. ἡγεμών) савеза који је, према Диодору, требао да покрене поход против Персијанаца због разних невоља које је Грчка претрпела 480. п. н. е., а самим тим и да ослободе грчке градове на западним обалама и острвима од ахеменидске власти. Године 336. п. н. е., послао је Пармениона са Аминтом, Андроменом и Аталом, и војску од 10.000 људи у Анадолију да изврше припреме за инвазију. У почетку је све ишло добро. Грчки градови на западној обали Анадолије су се побунили све док није стигла вест да је Филип убијен и да га је наследио његов млади син Александар. Македонци су били деморалисани Филиповом смрћу и евентуално су били поражени код Магнезије од стране Ахеменида под командом најамника Мемнона са Родоса.
Преузевши пројекат инвазије Филипа II, Александрова војска је, 334. п. н. е., прешла Хелеспонт са приближно 48.100 војника, 6.100 коњаника и флотом од 120 бродова са посадом чији је број био 38.000, повучени из Македоније и разних других грчких градова-држава, плаћеници и феудално одгајани војници из Тракије, Пеоније и Илирије. Александар је показао своју намеру да освоји целокупно Персијско царство тако што је бацио копље у азијско тло и рекао да прихвата Азију као поклон од богова. Ово је такође показало Александрову жељу да се бори, за разлику од очеве склоности дипломатији.
После прве победе над персијским снагама у бици код Граника, Александар је прихватио предају престонице персијске провинције и ризнице Сарда; затим је кренуо дуж јонске обале, давајући градовима аутономију и демократију. Милет, који су држале Ахеменидске снаге, захтевао је деликатну операцију опсаде, са персијским поморским снагама у близини. Још јужније, у Халикарнасу, у Карији, Александар је успешно повео своју прву опсаду великих размера, на крају приморавши своје противнике, капетана плаћеника Мемнона са Родоса и персијског сатрапа Карије, Оронтобата, да се повуку преко мора. Александар је владу Карије препустио припадници династије Хекатомнида, Ади, која је усвојила Александра као свог сина.
Из Халикарнаса, Александар је кренуо у планинску Ликију и Памфилијску равницу, потврђујући контролу над свим обалним градовима да би ускратио персијске обалне базе. Од Памфилије па надаље на обали није било већих лука и Александар је прешао на копнени део земље. У Термесу је Александар поразио али није јуришао на Писидијански град. У античкој фригијској престоници Гордиону, Александар је „разрешио” до тада нерешиви Гордијев чвор, подвиг за који је речено да чека будућег „краља Азије”. Према причи, Александар је рекао да није важно како је чвор био завезан и пресекао га је својим мачем.

### Левант и Сирија
У пролеће 333. п. н. е., Александар је прешао из Тауруса у Киликију. После дуже паузе због болести, кренуо је даље ка Сирији. Иако га је Даријева знатно већа војска надмашила, Александар се вратио у Киликију, где је победио Дарија код Иса. Дарије је побегао са бојног поља, због чега се његова војска распала, а иза себе је оставио своју супругу, своје две ћерке, мајку Сисигамбу и фантастично благо. Понудио је мировни споразум који је укључивао земље које је већ изгубио и откуп од 10.000 талената за своју породицу. Александар је одговорио да, пошто је сада он краљ Азије, само он одлучује о територијалној подели. Александар је успео да преузме Сирију и већи део обале Леванта. Следеће године, 332. п. н. е., био је приморан да нападне Тир, који је заузео после дуге и тешке опсаде. Војно способни мушкарци су били масакрирани, а жене и деца су продати у ропство.

### Египат
Када је Александар уништио Тир, већина градова на путу ка Египту је брзо капитулирала. Међутим, Александар је наишао на отпор у Гази. Упориште је било јако утврђено и изграђено на брду, што је захтевало опсаду. Када су му „његови саветници указали да због висине хумке то неће бити могуће... то је Александра још више охрабрило да покуша”. Након три неуспешна покушаја, упориште је пало, али не пре него што је Александар задобио озбиљну рану у рамену. Као и у Тиру, војно способни мушкарци су убијени, а жене и деца су продати у ропство.
Египат је био само једна од великог броја територија које је Александар преузео од Персијанаца. Након путовања у Сиву, Александар је крунисан у Птаховом храму у Мемфису. Изгледа да египатски народ није сматрао узнемирујућим то што је Александар био странац - нити што је био одсутан практично током целе своје владавине. Александар је обновио храмове које су Персијанци занемарили и посветио нове споменике египатским боговима. У храму Луксора, близу Карнака, саградио је капелу за свету баржу. Током својих кратких месеци у Египту, реформисао је систем опорезивања по грчком узору и организовао је војну окупацију земље, али је почетком 331. п. н. е. отишао у Азију у потеру за преосталим Персијанцима.
Током Александровог боравка у Египту 332. п. н. е., био је виђен као ослободилац. Да би легитимисао преузимање власти и био признат као потомак дуге лозе фараона, Александар је принео жртве боговима у Мемфису и отишао да се консултује са чувеним пророчиштем Амун-Ра у оази Сива. Био је проглашен сином божанства Амона у оази Сива у Либијској пустињи. Од тада, Александар је често називао Зевса-Амона својим правим оцем, а након његове смрти, валута га је приказивала украшеног Амоновим роговима као симболом његовог божанства. Грци су ову поруку - поруку коју су богови упутили свим фараонима - тумачили као пророчанство.
Током свог боравка у Египту, основао је Александрију, која ће након његове смрти постати просперитетна престоница Птолемејског краљевства. Контрола над Египтом ће прећи на Птолемеја I (Лагосовог сина), оснивача Птолемејске династије (305−30. п. н. е.) након Александрове смрти.

### Асирија и Вавилонија
Напустивши Египат 331. п. н. е., Александар је кренуо на исток у Ахеменидску Асирију у Горњој Месопотамији (данас северни Ирак) и поново победио Дарија у бици код Гаугамеле. Дарије је још једном побегао са бојног поља, а Александар га је јурио све до данашњег Ербила. Битка код Гаугамеле је била последњи и одлучујући сусрет између њих двојице. Дарије је побегао преко планина у Екбатан (данашњи Хамадан) док је Александар заузео Вавилон.
Вавилонски астрономски дневници кажу да „краљ света Александар” шаље своје извиђаче са поруком народу Вавилона пре уласка у град: „Нећу напасти ваше куће”.

### Персија
Из Вавилона је Александар отишао у Сузу, једну од Ахеменидских престоница, и заузео њену ризницу. Послао је главнину своје војске у персијску церемонијалну престоницу Персепољ помоћу персијског краљевског пута. Сам Александар је повео одабране трупе директним путем до града. Затим је упао на пролаз Персијских капија (у данашњим планинама Загроса) које је блокирала персијска војска под Ариобарзаном, а затим је пожурио у Персепољ пре него што је његов гарнизон могао да опљачка ризницу.

Када је ушао у Персепољ, Александар је дозволио својим трупама да неколико дана пљачкају град. Александар је остао у Персепољу читавих пет месеци. Током његовог боравка избио је пожар у источној палати Ксеркса I и проширио се на остатак града. Могући узроци укључују несрећу у пијаном стању или намерну освету за Ксерксово спаљивање Акропоља у Атини током Другог персијског рата; Плутарх и Диодор наводе да је Александрова сапутница, хетера Таида, подстакла и подметнула ватру. Чак и док је гледао како град гори, Александар је одмах почео да се каје због своје одлуке. Плутарх тврди да је наредио својим људима да угасе ватру, али да се пламен већ проширио на већи део града. Курције тврди да се Александар није покајао због своје одлуке све до следећег јутра. Плутарх препричава анегдоту у којој Александар застаје и разговара са палом Ксерксовом статуом као да је жива особа: 
Да прођем и оставим те да лежиш ту због похода које си водио против Грчке, или да те поново поставим да стојиш због твоје великодушности и твојих врлина у другим погледима?

### Пад Персијског царства и Истока
Александар је затим почео да јури одбеглог Дарија, прво у Медији, а затим у Партији. Персијски краљ више није контролисао сопствену судбину, с обзиром да је био заробљен од стране Беса, његовог бактријског сатрапа и рођака. Како се Александар приближавао, Бес је наредио својим људима да смртоносно избоду Великог краља, а затим се прогласио Даријевим наследником као Артаксеркс V, пре него што се повукао у Централну Азију да покрене герилски рат против Александра. Александар је сахранио Даријево тело поред његових ахеменидских претходника у краљевској церемонији. Тврдио је да га је, док је умирао, Дарије именовао за свог наследника ахеменидског престола. Обично се сматра је Ахеменидско царство пало заједно са Даријем. Међутим, како је Александар одржавао и оживљавао основне облике живота заједнице и општу структуру власти под својом влашћу, он се, према речима иранолога Пјера Брајанта, „може сматрати да је на много начина деловао као последњи од Ахеменида”.
Александар је на Беса гледао као на узурпатора и кренуо је да га порази. Овај поход, у почетку против Беса, претворио се у велику турнеју по централној Азији. Александар је основао низ нових градова, којима је свима дао име Александрија, укључујући модерни Кандахар у Авганистану и Александрију Есхату („Најдаље”) у модерном Таџикистану. Поход је Александра водио кроз Медију, Партију, Арију (западни Авганистан), Дрангијану, Арахозију (јужни и централни Авганистан), Бактрију (северни и централни Авганистан) и Скитију.
Године 329. п. н. е., Спитамен, који је имао недефинисани положај у сатрапији Согдијане, издао је Беса Птолемеју, једном од Александрових поузданих пратиоца, и Бес је био погубљен. Међутим, када је, у неком тренутку касније, Александар био на Јаксарту суочавајући се са упадима коњева номадске војске, Спитамен је уздигао Согдијану на побуну. Александар је лично победио Ските у бици код Јаксарта и одмах је покренуо поход против Спитамена, победивши га у бици код Габаја. Након пораза, Спитамена су убили његови људи, који су потом тражили мир.

### Проблеми и заплети
За то време, Александар је усвојио неке елементе персијског одевања и обичаја на свом двору, посебно обичај проскинезе, чија је симболика била или љубљење руке, или сеџду на земљи, коју су Персијанци показивали својим друштвеним претпостављенима. Ово је био један аспект Александрове широке стратегије која је имала за циљ да обезбеди помоћ и подршку иранских виших званичника. Грци су, међутим, сматрали гест проскинезу као нешто што користе Божанства и веровали су да је Александар желео да обоготвори себе прихвативши га. То га је коштало симпатија многих његових сународника, и на крају је одустао од тог обичаја.
Током дуге владавине Ахеменида, елитни положаји у многим сегментима царства, укључујући централну владу, војску и многе сатрапије, били су посебно резервисани за Иранце и у великој мери персијске племиће. Ови последњи су у многим случајевима били додатно повезани брачним савезима са краљевском породицом Ахеменида. Ово је створило проблем Александру због тога што је морао да замени различите сегменте и људе који су дали царству његову чврстину и јединство током дужег временског периода. Пјер Брајант објашњава да је Александар схватио да је недовољно само искоришћавање унутрашњих противречности унутар империјалног система као у Малој Азији, Вавилонији или Египту; морао је и да (поново) створи централну владу са или без подршке Иранаца. Већ 334. п. н. е., показао је свест о томе, када је оспорио тадашњег краља Дарија III „присвојивши главне елементе идеологије Ахеменидске монархије, посебно позадину краља који штити земљу и сељаке”. Александар је, 332. п. н. е., послао писмо Дарију у коме је написао да је он вреднији од Дарија „да наследи Ахеменидски престо”. Међутим, Александрова коначна одлука да спали Ахеменидску палату у Персепољу у комбинацији са великим одбацивањем и противљењем „целог персијског народа” учинила је да је за њега било немогуће да се представља као Даријев легитимни наследник. Против Беса (Артаксеркса V), међутим, додаје Брајант, Александар је поново потврдио „своје право на легитимитет као осветник Дарија III”.
Убрзо је откривена завера против његовог живота, а један од његових официра, Филота, је погубљен јер није упозорио Александра. Смрт сина захтевала је и смрт оца, па је тако Парменион, који је био задужен да чува ризницу у Екбатану, убијен по Александровом наређењу, како би спречио покушај освете. Најзлогласније је то што је Александар лично убио човека који му је спасио живот код Граника, Клита Црног, током насилне пијане свађе у Мараканди (данашњи Самарканд у Узбекистану), у којој је Клит оптужио Александра за неколико грешака у просуђивању, а посебно зато што је заборавио на македонске начине живота у корист поквареног оријенталног начина живота.
Касније, у централноазијском походу, откривена је и друга завера против његовог живота, коју су подстакли његови краљевски пажери. Његов званични историчар, Калистен из Олинта, био је умешан у заверу, а у Александровој анабази, Аријен наводи да су Калистен и пажери затим мучени на сталку као казну и вероватно су умрли мало после. Остаје нејасно да ли је Калистен заиста био умешан у заверу, јер је пре оптужбе пао у немилост предводећи опозицију у покушају увођења проскинезе.

### Македонија за време Александровог одсуства
Када је Александар кренуо у Азију, поставио је свог генерала Антипатера, искусног војног и политичког вођу и члана „старе гарде” Филипа II, на челу Македоније. Александрово разарање Тебе обезбедило је да Грчка остане тиха током његовог одсуства. Једини изузетак је био када се спартански краљ Агис III побунио 331. п. н. е., али га је Антипатер победио и убио у бици код Мегалопоља. Антипатер је казну за Спартанце оставио Коринтском савезу да одлучи, а они су је пребацили на Александра, који је одлучио да их помилује. Било је и великих трзавица и сукоба између Антипатера и Олимпијаде, и обоје су се жалили Александру једно на друго.
Уопштено, Грчка је уживала у периоду мира и просперитета током Александровог похода на Азију. Александар је вратио огромне суме из његових освајања, што је подстакло привреду и повећало трговину широм његовог царства. Међутим, Александрови стални захтеви за трупама и миграција Македонаца широм његовог царства исцрпели су снагу Македоније, увелико је ослабила у годинама после Александра, и на крају је довело до њеног потчињавања од стране Рима после Трећег македонског рата (171−168. п. н. е.).

### Ковање новца
Пангеумско освајање од стране Филипа II, а затим и острва Тасос између 356. и 342. п. н. е., донело је богате руднике злата и сребра под македонском контролом.
Чини се да је Александар увео нови новац у Киликији, у Тарсу, након битке код Иса 333. п. н. е., који је касније постао главни новац царства. Александар је ковао златне статере, сребрне тетрадрахме и драхме и бронзане. Врсте ових кованица остале су константне у његовом царству. Златна серија је имала главу Атине на аверсу и крилату Нику (победа) на реверсу. На сребрном новцу је на аверсу била глава Херакла без браде са капом од лавље коже, а на реверсу Зевс аетофор („носилац орла”) са скиптром у левој руци, како седи на престолу. У том дизајну постоје и грчки и негрчки аспекти. Херакле и Зевс су били важна божанства за Македонце, при чему се Херакле сматрао претком династије Теменид, а Зевс заштитником главног македонског светилишта, Дијума. Међутим, лав је био и симболична животиња анадолског бога Сандаса, обожаваног у Тарсу. Реверсни дизајн Александрових тетрадрахми је уско моделован према приказу бога Балтара (Бал из Тарса) на сребрним статерима које је у Тарсу ковао персијски сатрап Мазес пре Александровог освајања.
Александар није покушавао да наметне једнообразно царско ковање новца током својих нових освајања. Персијски новчићи су наставили да постоје у свим сатрапијама царства.

## Индијски поход

### Напад на Индијски потконтинент
Након Спитаменове смрти и Александровог брака са Роксаном (Раохшана на староиранском) како би учврстио односе са својим новим сатрапијама, Александар се окренуо ка Индијском потконтиненту. Позвао је поглаваре бивше сатрапије Гандаре (регион који се тренутно налази у источном Авганистану и северном Пакистану) да дођу код њега и покоре се његовој власти. Омфис (индијско име Амби), владар Таксиле, чије се краљевство простирало од Инда до Хидаспа (Џелама), се покорио, али поглавице неких брдских племена, укључујући Аспасија и Асакењанске одсеке Камбоја (познате у индијским текстовима као Ашвајане и Ашвакајане), одбили су да се покоре. Амби је пожурио да драгоцено дочека Александра са вредним поклонима, стављајући му себе и све своје снаге на располагање. Александар не само да је Амбију вратио његову титулу и поклоне, већ му је поклонио и одећу „персијске тканине, златних и сребрних украса 30 коња и 1.000 талената у злату”. Александар је био охрабрен да подели своју војску, а Амби је помогао Хефестиону и Пердики у изградњи моста преко Инда који се завршавао код Хунда, снабдевао је њихове трупе намирницама и примио самог Александра и целу његову војску у својој престоници у Таксили, са сваком демонстрацијом пријатељства и најлибералнијег гостопримства.
У наредном напредовању македонског краља, Таксила га је пратила са снагом од 5.000 људи и учествовали су у бици на реци Хидасп. После те победе, Александар га је послао у потеру за Порусом, за кога је био задужен да му понуди повољне услове, али је за длаку избегао губитак живота од руке свог старог непријатеља. Касније су, међутим, два ривала помирена личним Александровим посредовањем; а Таксили, која је ревносно допринела опреми флоте на Хидаспу, краљ је поверио управљање целом територијом између те реке и Инда. Значајан приступ власти му је додељен након смрти Филипа, Махатовог сина; и било му је дозвољено да задржи свој ауторитет и након смрти самог Александра (323. п. н. е.), као и у каснијој подели провинција у Трипарадису, 321. п. н. е.
Током зиме 327/326. п. н. е., Александар је лично водио походе против Аспасија из долине Кунар, Гурајанаца из долине Гурај, и Асакењана из долина Сват и Бунер. Уследило је жестоко надметање са Аспасијима у којем је Александар био рањен стрелом у раме, али су на крају Аспасији изгубили. Александар се потом суочио са Асакењанима, који су се борили против њега из упоришта Масаге, Ора и Аорноса.
Тврђава Масага је освојена тек после вишедневних крвавих борби, у којима је Александар тешко рањен у скочно зглоб. Према Курцију, „не само да је Александар поклао целокупно становништво Масаге, већ је и саму тврђаву претворио у рушевину.” Сличан покољ је уследио код Ора. После Масаге и Оре, бројни Асакењани су побегли у тврђаву Аорнос. Александар их је пратио изблиза и после четири крвава дана заузео је стратешко утврђење.
После Аорноса, Александар је прешао Инд и борио се и победио у епској бици против краља Поруса, који је владао регионом који се налазио између Хидаспа и Акезина (Ченаб), у данашњем Панџабу, у бици на Хидаспу 326. п. н. е. Александар је био импресиониран Порусовом храброшћу и учинио га је за свог савезника. Именовао је Поруса за сатрапа и додао је Порусовој територији земљиште које раније није поседовао, према југоистоку, до Хифаза (Беас). Одабир локалног становништва помогао му је да контролише ове земље веома удаљене од Грчке. Александар је основао два града на супротним странама реке Хидасп, дајући једном име Букефалија, у част свог коња, који је умро отприлике у то време. Други град је била Никеја (победа), за коју се сматрало да се налази на месту данашњег Монга у Панџабу. Филострат Старији у животу Аполонија Тијанског пише да је у Порусовој војсци постојао слон који се храбро борио против Александрове војске и Александар га је поистоветио са Хелијем (сунце) и дао му је име Ајакс, јер је сматрао да тако велика животиња заслужује велико име. Слон је имао златне прстенове око кљова и на њима је било написано на грчком: „Александар, син Зевса, посвећује Ајаксу од Хелија” (ΑΛΕΞΑΝΔΡΟΣ Ο ΔΙΟΣ ΤΟΝ ΑΙΑΝΤΑ ΤΩΙ ΗΛΙΩΙ).

### Побуна хеленске војске
Источно од Порусовог краљевства, близу реке Ганг, налазило се Нанда царство у Магади, а даље на истоку, Гангаридајско царство у регији Бенгал на индијском потконтиненту. У страху од могућности да се суочи са другим великим армијама и исцрпљена годинама похода, Александрова војска се побунила код реке Хифаз (Беас), одбивши да маршира даље ка истоку. Та река тако означава најисточнији опсег Александрових освајања.
Што се тиче Македонаца, међутим, њихова борба са Порусом отупила је њихову храброст и зауставила њихово даље напредовање у Индији. Пошто је све што су имали да одбију непријатеља било само двадесет хиљада пешадинаца и две хиљаде коња, жестоко су се супротставили Александру када је инсистирао да пређу и реку Ганг, чија је ширина, како су сазнали, била тридесет два стадија (6,4 км), дубина је била 180 метара, док су њене обале на другој страни биле прекривене мноштвом војника, коњаника и слонова. Било им је речено да их чекају краљеви Гандерита и Пресија са осамдесет хиљада коњаника, двеста хиљада пешадинаца, осам хиљада кочија и шест хиљада ратних слонова.
Александар је покушао да убеди своје војнике да крену даље, али његов генерал Коин га је молио да промени мишљење и врати се; људи су, како је рекао, „желели да поново виде своје родитеље, своју жену и децу, своју домовину”. Александар је на крају пристао и окренуо се ка југу, марширајући дуж Инда. Успут је његова војска освојила Малхи (у данашњем Мултану) и друга индијска племена, а Александар је задобио повреду током опсаде.
Александар је послао већи део своје војске у Керманију (савремени јужни Иран) са генералом Кратером и наредио флоти да истражи обалу Персијског залива под његовим адмиралом Неархом, док је остатак водио назад у Персију кроз тежи јужни пут дуж Гедрозијске пустиње и Макрана. Александар је стигао у Сузу 324. п. н. е., али не пре него што је изгубио много људи у суровој пустињи.

## Последње године у Персији
Откривши да су се многи од његових сатрапа и војних гувернера лоше понашали током његовог одсуства, Александар је неколико њих погубио као пример на путу за Сузу. Као знак захвалности, отплатио је дугове својих војника и најавио да ће престареле и инвалидне ветерне вратити у Македонију, на челу са Кратером. Његове трупе су погрешно схватиле његову намеру и побуниле су се у граду Опису. Одбили су да буду послати и критиковали су његово усвајање персијских обичаја и облачења и увођење персијских официра и војника у македонске јединице.
Након три дана, не могавши да убеди своје људе да одступе, Александар је дао Персијанцима командна места у војсци и доделио је македонске војне титуле персијским јединицама. Македонци су брзо молили за опроштај, што је Александар прихватио, и приредио је велики банкет за неколико хиљада својих људи. У покушају да створи трајну хармонију између својих македонских и персијских поданика, Александар је организовао масовна венчања својих високих официра са персијским и другим племкињама у Сузи, али чини се да је само неколико од тих бракова трајало дуже од годину дана.
У међувремену, по повратку у Персију, Александар је сазнао да су чувари гробнице Кира Великог у Пасаргаду оскрнавили тај гроб и брзо их је погубио. Александар се дивио Киру Великом, од раног детињства читајући Ксенофонову Киропедију, која описује Кирово јунаштво у борби и владању као краља и законодавца. Током посете Пасаргадму, Александар је наредио свом архитекти Аристобулу да украси унутрашњност сепулкралне одаје Кирове гробнице.
Након тога, Александар је отпутовао у Екбатан да преузме главнину персијског блага. Тамо је његов најближи пријатељ и могући љубавник, Хефестион, умро од болести или тровања. Хефестионова смрт је разорила Александра и наредио је да се у Вавилону припреми скупа погребна ломача, а прогласио је и јавну жалост. Још у Вавилону, Александар је планирао низ нових похода, почевши од инвазије на Арабију, али није имао прилику да их реализује, пошто је умро убрзо после Хефестиона.

## Смрт и наследство
10. или 11. јуна 323. п. н. е., Александар је преминуо у палати Навуходоносора II, у Вавилону, у 32. години. Постоје две различите верзије Александрове смрти, које се мало разликују у детаљима. Плутархов извештај каже да се отприлике 14 дана пре своје смрти, Александар забављао са адмиралом Неархом и провео ноћ и следећи дан пијући са Медијем из Ларисе. Александар је добио грозницу, која се погоршавала све док није могао да говори. Обичним војницима, који су били забринути за његово здравље, је било дозвољено да прођу поред њега док им је он ћутке махао. У другом извештају, Диодор приповеда да је Александар патио од болова након што је попио велики пехар непомешаног вина у част Херакла, након чега је уследило 11 дана слабости; међутим није добио грозницу, већ је умро после неке агоније. Аријан је такође ово поменуо као алтернативу, али је Плутарх изричито демантовао ову тврдњу.
С обзиром на склоност македонске аристократије ка убиству, у вишеструким извештајима о његовој смрти приказана је прљава игра. Диодор, Плутарх, Аријан и Јустин су сви помињали теорију да је Александар отрован. Јустин је навео да је Александар био жртва завере о тровању, Плутарх је то одбацио као измишљотину, док су и Диодор и Аријан рекли да су то помињали само ради комплетности. Извештаји су ипак били прилично доследни у оптуживању Антипатера, који је пре тога био уклоњен са места регента Македоније и који је био у завади са Олимпијадом, као главног човека завере. Антипатер је можда свој позив у Вавилон схватио као смртну казну и пошто је видео судбину Пармениона и Филоте, Антипатер је наводно организовао да Александра отрује његов син Јола, који је био Александров точилац вина. Чак је постојала сугестија да је и Аристотел можда учествовао.
Најјачи аргумент против теорије о тровању је чињеница да је између почетка Александрове болести и смрти прошло дванаест дана; такви отрови дугог дејства вероватно нису били доступни. Међутим, у документарцу Би-Би-Сија из 2003. године који истражује Александрову смрт, Лео Шеп из Националног центра за отрове Новог Зеланда је рекао да је биљка бела кука (Вератрум албум), која је била позната у антици, можда коришћена у тровању Александра. У рукопису из 2014. у часопису Clinical Toxicology, Шеп је сугерисао да је Александрово вино било прожето Вератрум албумом и да је то изазвало симптоме тровања који одговарају току догађаја описаним у Александриди. Тровање Вератрум албумом може имати дуготрајан ток и сугерисано је да ако је Александар отрован, Вератрум албум је вероватно био главни узрок. Друго објашњење тровања које је изнето 2010. године сугерисало је да су околности његове смрти биле компатибилне са тровањем водом реке Стикс (данашњи Мавронери у Аркадији, Грчкој) која је садржала калихеамицин, опасно једињење које производе бактерије.
Предложено је и неколико природних узрока (болести), укључујући маларију и тифусну грозницу. Чланак из 1998. у часопису The New England Journal of Medicine приписује његову смрт тифусној грозници компликованој перфорацијом црева и узлазном парализом. Друга недавна анализа сугерише пиогени (инфективни) спондилитис или менингитис. Друге болести одговарају симптомима акутног панкреатитиса, вирус Западног Нила и Гилен-Бареов синдром. Теорије о природном узроку смрти такође имају тенденцију да нагласе да је Александрово здравље можда било у општем распаду након неколико година обилног пијења и тешких рана. Мука коју је Александар осећао након Хефестионове смрти можда је такође допринела његовом опадању здравља.

### Догађаји после смрти
Александрово тело положено је у златни антропоидни саркофаг који је био напуњен медом, који је заузврат стављен у златни ковчег. Према Елијану, видовњак по имену Аристандер прорекао је да ће земља у којој ће Александар почивати „бити срећна и неосвојива заувек”. Можда је вероватније да су наследници поседовање Александровог тела видели као симбол легитимности, пошто је сахрана бившег краља била краљевска прерогативност.
Док је Александров погребни кортеџ био на путу за Македонију, Птолемеј га је заузео и привремено однео у Мемфис. Птолемејев наследник Птолемеј II Филаделф пренео је саркофаг у Александрију, где је остао бар до касне антике. Птолемеј IX Латир, један од Птолемејевих последњих наследника, заменио је Александров саркофаг стакленим како би могао да оригинал претвори у ковани новац. Недавно откриће огромне гробнице у северној Грчкој, у Амфипољу, која датира из времена Александра Великог, изазвала је спекулације да је њена првобитна намера била да буде Александрово место почивања. Ово би одговарало предвиђеном одредишту Александровог погребног кортеџа. Међутим, откривено је да је гробница посвећена најдражем пријатељу Александра Великог, Хефестиону.
Помпеј, Јулије Цезар и Август су сви посетили Александрову гробницу у Александрији, где је Август, наводно, случајно разбио свој нос. Речено је да је Калигула узео Александров оклоп из гробнице за сопствену употребу. Око 200. године н. е., цар Септимије Север је затворио Александрову гробницу за јавност. Његов син и наследник, Каракала, велики обожавалац Александра, је посетио гробницу током своје владавине. После овога, детаљи о судбини гробнице су постали магловити.
Такозвани „Александров саркофаг”, откривен у близини Сидона, а сада у Археолошком музеју у Истанбулу, назван је тако не зато што се сматрало да је у њему било Александрових остатака, већ зато што је на његовим барељефима приказан Александар и његови сапутници у борби против Персијанаца и у лову. Првобитно се сматрало да је то био саркофаг Абдалонима (умро 311. п. н. е.), краља Сидона којег је Александар поставио на то место одмах после битке код Иса 333. п. н. е. Међутим, у скорије време, сугерисано је да саркофаг датира и раније од Абдалонимове смрти.
Демад је македонску војску, после Александрове смрти, упоредио са заслепљеним Киклопима, због многих насумичних и неуредних покрета које је чинила. Осим тога, Леостен је, такође, анархију између војсковођа, после Александрове смрти, упоредио са заслепљеним Киклопима „који су након што су изгубили око ишли осећајући и пипајући рукама све пред собом, не знајући где да их положе”.

### Подела Македонског царства
Александрова смрт је била толико изненадна да када су извештаји о његовој смрти стигли у Грчку, становништво није одмах поверовало. Александар није имао очигледног или легитимног наследника, његов син Александар IV, којег је родила Роксана, је рођен након Александрове смрти. Према Диодору, Александрови сапутници су га на самрти питали коме је завештао своје царство; његов лаконски одговор је био „tôi kratistôi” — „Оном најјачем”. Друга теорија је да су његови наследници намерно или погрешно чули „tôi Kraterôi”—„Кратеру”, генералу који је своје македонске трупе водио кући и коме је недавно било поверено регентство над Македонијом.
Аријан и Плутарх су тврдили да Александар већ до тог тренутка није могао да говори, имплицирајући да је ово апокрифна прича. Диодор, Курције и Јустин су понудили веродостојну причу да је Александар предао свој печатни прстен Пердики, телохранитељу и вођи пратеће коњице, пред сведоцима, и тако га именовао за наследника.
Пердика у почетку није тражио власт, већ је сугерисао да би Роксанино дете било краљ, ако би било мушко; са собом, Кратером, Леонатом и Антипатером као чуварима. Међутим, пешадија је, под командом Мелеагера, одбила овај договор пошто је била искључена из дискусије. Уместо тога, подржали су Александровог полубрата Филипа Аридеја. На крају су се две стране помириле и након рођења Александра IV, он и Филип III су именовани за заједничке краљеве, додуше само по имену.
Међутим, раздор и ривалство убрзо су утицали на Македонце. Сатрапије које је Пердика поделио приликом Вавилонске поделе постале су базе моћи које је сваки генерал користио да се надмеће за власт. После убиства Пердике 321. п. н. е., македонско јединство је пропало и уследио је 40-годишњи рат између „наследника” (Дијадоса), пре него што се хеленистички свет сместио у четири стабила блока моћи: Птолемејски Египат, Селеукидска Месопотамија и Централна Азија, Аталидска Анадолија и Антигонидска Македонија. У том процесу су убијени и Александар IV и Филип III.

### Последњи планови
Диодор је изјавио да је Александар дао детаљна писана упутства Кратеру нешто пре његове смрти, која су позната као Александрови „последњи планови”. Кратер је почео да извршава Александрове наредбе, али су наследници одлучили да их више не спроводе, јер су биле непрактичне и екстравагантне. Штавише, Пердика је прочитао папире са Александровим последњим плановима македонским трупама у Вавилону, али су они одбили да их изврше.
Према Диодору, Александрови последњи планови захтевали су војну експанзију у јужном и западном Медитерану, монументалне конструкције и мешање источног и западног становништва. То је укључивало:
- Изградња 1.000 бродова већих од трирема, заједно са лукама и путем који пролази дуж афричке обале све до Херкулових стубова, који ће се користити за инвазију Картагине и западног Медитерана;[198]
- Подизање великих храмова у Делосу, Делфију, Додони, Дијуму, Амфипољу, који би коштали 1.500 талената, и монументални храм Атини у Троји.[72][198]
- Спајање малих насеља у веће градове („синеоцизам”) и „трансплантација становништва из Азије у Европу и у супротном смеру из Европе у Азију, како би се највећи континенти довели до заједничког јединства и пријатељства путем мешовитих бракова и породичних веза”[198][199]
- Изградња монументалне гробнице за његовог оца Филипа, „да парира највећој пирамиди у Египту”[72][198]
- Освајање Арабије[72]
- Обилазак Африке[72]

Огроман обим ових планова навео је многе научнике да сумњају у њихову историчност. Ернест Бадијан је тврдио да их је Пердика проширио како би натерао македонску војску да их не изврши. Други научници су говорили да су их измислили каснији аутори у оквиру традиције Александриде.

## Карактер

### Генералство
Александар је можда зарадио епитет „Велики” због свог невиђеног успеха као војног заповедника; никада није изгубио ниједну битку, упркос томе што је обично био бројчано надјачан. То је било због употребе терена, тактике фаланге и коњице, смеле стратегије и велике лојалности његових трупа. Македонску фаналгу, наоружану сарисом, копљем дугачким 6 m (20 ft), развио је и усавршио Филип II кроз ригорозну обуку, а Александар је користио њену брзину и маневар за велике ефекте против већих, али различитијих персијских снага. Александар је такође препознао потенцијал за нејединство међу његовом разноликом војском, која је користила различите језике и оружје. Он је то превазишао тако што се лично укључио у битку, на начин једног македонског краља.
У својој првој бици у Азији, код Граника, Александар је употребио само мали део својих снага, можда 13.000 пешака са 5.000 коњаника, против много веће персијске снаге од 40.000. Александар је поставио фалангу у центар, а коњицу и стрелце на крилима, тако да је његова линија одговарала дужини линије персијске коњице, око 3 km (1,9 mi). Насупрот томе, персијска пешадија је била стационирана иза своје коњице. Ово је осигурало да Александар не буде заобиђен, док је његова фаланга, наоружана дугим штукама, имала значајну предност над персијанским симитарима и џилитима. Македонски губици су били занемарљиви у поређењу са губицима Персијанаца.
Код Иса 333. п. н. е., свог првог сукоба са Даријем, користио је исти распоред, и поново се прогурала централна фаланга. Александар је лично водио јуриш у центру, разбијајући противничку војску. У одлучујућем сусрету са Даријем код Гаугамеле, Дарије је опремио своје кочије са косама на точковима да разбије фалангу и опремио своју коњицу штукама. Александар је поставио двоструку фалангу, са центром који је напредовао под углом, раздвојио се када су се кочије спустиле и затим реформисао. Напредовање је било успешно и сломило је Даријев центар, због чега је овај поново побегао.
Када се суочио са противницима који су користили непознате технике борбе, као што су у Централној Азији и Индији, Александар је прилагодио своје снаге стилу својих противника. Тако је у Бактрији и Согдијани Александар успешно користио своје бацаче копља и стрелце да спречи покрете са бока, док је своју коњицу окупио у центру. У Индији, суочени са Порусовим слоновским корпусом, Македонци су подигли своје редове да заогрну слонове и користили су своје сарисе да ударе навише и истисну вође слонова.

### Физички изглед
Историјски извори често дају опречне извештаје о Александровом изгледу, а најранији извори су најоскуднији у својим детаљима. Током свог живота, Александар је пажљиво курирао свој имиџ наручивањем дела познатих и великих уметника тог времена. Ово је укључивало наручивање скулптура од Лисипа, Апелових слика и Пирготелових драгуља. Антички аутори су забележили да је Александар био толико задовољан својим портретима које је направио Лисип да је забранио другим вајарима да праве његову слику; данашњи научници, међутим, сматрају ту тврдњу сумњивом. Ипак, Ендру Стјуарт истиче чињеницу да су уметнички портрети, не само због тога ко их је наручио, увек пристрасни и да уметнички портрети Александра „настоје да га легитимишу (или, шире, његове наследнике), да га представе својој публици, да одговоре на њихове критике и да их убеде у његову величину“, и стога их треба посматрати у оквиру „похвале и кривице“, на исти начин на који су извори као што је похвална поезија. Упркос тим упозорењима, сматра се да је Лисипова скулптура, позната по свом натурализму, за разлику од чвршће, статичне позе, највернији приказ.
Курције Руф, римски историчар из првог века нове ере, који је написао Историје Александра Великог, даје овај извештај о Александру који је седео на престолу Дарија III:
Затим је Александар сео на царски престо, који је био превисок за његов телесни раст. Стога, пошто његове ноге нису дошле до најниже степенице, један од краљевских пажева је ставио сто под његове ноге.
И Курције и Диодор преносе причу да када је мајка Дарија III, Сисигамба, први пут срела Александра и Хефестиона, претпоставила је да је овај други Александар јер је био виши и згоднији од њих двојице.
Детаљи са Александровог саркофага показују да је имао светлу пут са руменим образима. Ово је у складу са његовим описом који је дао грчки биограф Плутарх (око 45 – око  120 н.е.):
Спољашњи изглед Александра најбоље представљају његове статуе које је израдио Лисип, а Александар је и сам сматрао да би оне требале да буду узорне. За оне особености које су многи његови наследници и пријатељи касније покушавали да опонашају, а то су сталоженост врата, благо повијеног улево, и топао поглед његових очију, овај уметник је тачно уочио. Апел, међутим, сликајући га као носиоца муње, није репродуковао његов тен, већ га је учинио превише мрачним и тамним. А он је био лепе боје, како се каже, и његова лепота је прешла у руменило на грудима, а посебно на лицу. Штавише, да је из његове коже излазио веома пријатан мирис и да је био мирис око његових уста и целог његовог тела, тако да је његова одећа биле испуњене њиме, то читамо у Мемоарима Аристоксена.
Историчари су схватили да детаљи пријатног мириса који се приписују Александру потичу из веровања у древној Грчкој да су пријатни мириси карактеристични за богове и хероје.
Александров мозаик и савремени новчићи приказују Александра са „равним носом, благо избоченом вилицом, пуним уснама и очима дубоко постављеним испод снажно израженог чела“. Антички историчар Елијан (око  175 – око 235 н. е.), у својој Varia Historia (12.14), описује Александрову боју косе као „ξανθην“, што би могло значити жућкасту, црвенкасту или браонкасту.
Многи научници и историчари му приписују хетерохромију. Описано је да има једно око светло, а једно око тамно. У Александровој Анабази, Аријан је цитиран како каже, „имао је једно око тамно као ноћ, а једно плаво као небо“. Међутим, неки су негирали ову тврдњу као коришћену да би се нагласиле оностране и херојске особине Александра. Реконструкција оригиналне полихромије рељефа са Александром на саркофагу приказује га смеђих очију и кестен смеђе косе.

### Личност
Оба Александрова родитеља су подстицала његове амбиције. Његов отац Филип је вероватно био Александров најближи и најутицајнији узор, пошто га је млади Александар практично сваке године посматрао у походима, освајајући победу за победом, а игноришући тешке ране. Александров однос са оцем „ковао“ је такмичарску страну његове личности; имао је потребу да надмаши оца, што илуструје његово непромишљено понашање у борби. Док се Александар бринуо да му отац неће оставити „никакво велико или бриљантно достигнуће које би требало да буде приказано свету“, он је такође умањивао успехе свог оца својим пратиоцима. Александрова мајка Олимпијада је на сличан начин имала огромне амбиције и охрабривала је свог сина да верује да је његова судбина да освоји Персијско царство. Она му је усадила осећај за судбину, а Плутарх прича како је његова амбиција „држала његов дух озбиљним и узвишеним током његових година”.
Према Плутарху, Александар је такође имао насилан темперамент и брзоплету, импулсивну природу, што је могло утицати на његово доношење одлука. Иако је Александар био тврдоглав и није добро реаговао на наређења свог оца, био је отворен за аргументовану расправу. Имао је и мирнију страну — проницљиву, логичну и прорачунату. Имао је велику жељу за знањем, љубав према филозофији и био је страствени читалац. Ово је без сумње делимично било због Аристотеловог туторства; Александар је био интелигентан и брзо је учио. Његова интелигентна и рационална страна била је у великој мери демонстрирана његовом способношћу и успехом као генерала. Имао је велику самосуздржаност у „телесним задовољствима“, за разлику од недостатка самоконтроле код алкохола.
Александар је био ерудитан и покровитељ и уметности и науке. Међутим, био је мало заинтересован за спорт или Олимпијске игре (за разлику од свог оца), тражећи само Хомерске идеале части (време) и славе (кудос). Имао је велику харизму и снагу личности, карактеристике које су га учиниле великим вођом. Његове јединствене способности су даље показане неспособношћу било ког од његових генерала да уједини Македонију и задржи Царство након његове смрти — само је Александар имао способност да то учини.
Током последњих година живота, а посебно после Хефестионове смрти, Александар је почео да показује знаке мегаломаније и параноје. Његова изузетна достигнућа, заједно са његовим сопственим неизрецивим осећајем судбине и ласкањем његових сапутника, можда су у комбинацији произвели овај ефекат. Његове заблуде о величини јасно су видљиве у његовој вољи и жељи да освоји свет, утолико што га различити извори описују као безграничну амбицију, епитет чије је значење спуштено у историјски клише.
Чини се да је веровао да је божанство, или је бар покушао да себе представи таквим. Олимпијада му је увек говорила да је он Зевсов син, теорију коју му је очигледно потврдило Амоново пророчиште у Сиви. Почео је да се идентификује као Зевс-Амонов син. Александар је усвојио елементе персијског одевања и обичаја на двору, посебно проскинезу, што је био један аспект Александрове широке стратегије усмерене на обезбеђивање помоћи и подршке иранских виших класа; међутим праксу проскинезе нису одобравали Македонци и нису били вољни да је изврше. Ово понашање га је коштало симпатија многих његових сународника. Међутим, Александар је такође био прагматичан владар који је разумео потешкоће владања културно различитим народима, од којих су многи живели у краљевствима у којима је краљ био божанство. Дакле, уместо мегаломаније, његово понашање је можда једноставно било практичан покушај да ојача своју власт и одржи своју империју на окупу.

### Лични односи
Александар се женио три пута: Роксаном, ћерком согдијског племића Оксијарта Бактријског, из љубави; и персијским принцезама Статејром II и Парисатидом, прва је била ћерка Дарија III, а друга је била ћерка Артаксеркса III, из политичких разлога. Он је очигледно имао два сина, Александра IV Македонског од Роксане и, вероватно, Херакла Македонског од своје љубавнице Барсине. Изгубио је још једно дете када је Роксана побацила у Вавилону.
Александар је такође имао блиске односе са својим пријатељем, генералом и телохранитељем Хефестионом, сином македонског племића. Хефестионова смрт је уништила Александра. Овај догађај је можда допринео Александровом нарушеном здрављу и одвојеном менталном стању током његових последњих месеци.
Александрова сексуалност је била предмет спекулација и контроверзи у модерно доба. Писац из римског доба Атенеј каже, на основу научника Дикеарха, који је био Александров савременик, да је краљ „био претерано заинтересован за мушкарце“ и да је Александар јавно пољубио евнуха Багоја. О овој епизоди прича и Плутарх, вероватно на основу истог извора. Међутим, познато је да нико од Александрових савременика није експлицитно описао Александров однос са Хефестионом као сексуалним, иако је пар често упоређиван са Ахилом и Патроклом, које је класична грчка култура сликала као пар. Елијан пише о Александровој посети Троји где је „Александар окитио Ахилов гроб, а Хефестион Патроклову гробницу, при чему је последњи наговештавао да је био Александров миљеник, на исти начин као што је Патрокло био Ахилов”. Неки савремени историчари (нпр. Робин Лејн Фокс) верују не само да је Александрова младалачка веза са Хефестионом била сексуална, већ и да су се њихови сексуални контакти можда наставили и у одраслој доби, што је било супротно друштвеним нормама барем неких грчких градова, попут Атине, иако су неки савремени истраживачи условно сугерисали да је Македонија (или барем македонски суд) можда била толерантнија према хомосексуалности између одраслим људима.
Грин тврди да постоји мало доказа у античким изворима да је Александар имао много телесног интересовања за жене; није добио наследника све до самог краја живота. Међутим, Огден израчунава да је Александар, који је своје партнерке оплодио три пута у осам година, имао већи брачни досије од свог оца у истој доби. Две од ових трудноћа — Статејрина и Барсинина — су сумњивог легитимитета.
Према Диодору Сицилијском, Александар је нагомилао харем у стилу персијских краљева, али га је користио прилично штедљиво, „не желећи да увреди Македонце“, показујући велику самоконтролу у „телесним задовољствима“. Без обзира на то, Плутарх је описао како је Александар био заљубљен у Роксану, док му је дао комплимент да себе није форсирао ка њој. Грин је сугерисао да је, у контексту тог периода, Александар успоставио прилично јака пријатељства са женама, укључујући Аду Каријску, која га је усвојила, па чак и Даријеву мајку Сисигамбу, која је наводно умрла од туге када је чула за Александрову смрт.

## Битке
| Време                                | Експедиција       | Рат                        | Противник                      | Тип         | Земља                         | Титула | Резултат | Рекорд |
| ------------------------------------ | ----------------- | -------------------------- | ------------------------------ | ----------- | ----------------------------- | ------ | -------- | ------ |
| 2. август 338. п. н. е.              | Успон Македоније  | Битка код Херонеје         | Теба, Атина                    | Битка       | Грчка                         | Принц  | Победа   | 1–0    |
| 335. п. н. е.                        | Балканска кампања | Битка код планине Хемус    | Гети, Трачани                  | Битка       | данашња Бугарска              | Краљ   | Победа   | 2–0    |
| Децембар 335. п. н. е.               | Балканска кампања | Опсада Пелијума            | Илири                          | Опсада      | Грчка                         | Краљ   | Победа   | 3–0    |
| Децембар 335. п. н. е.               | Балканска кампања | Битка код Тебеса           | Теба                           | Битка       | Грчка                         | Краљ   | Победа   | 4–0    |
| Мај 334. п. н. е.                    | Персијска кампања | Битка код Граника          | Ахеменидско царство            | Битка       | данашња Турска                | Краљ   | Победа   | 5–0    |
| 334. п. н. е.                        | Персијска кампања | Опсада Милета              | Ахеменидско царство, Милетијци | Опсада      | данашња Турска                | Краљ   | Победа   | 6–0    |
| 334. п. н. е.                        | Персијска кампања | Опсада Халикарнаса         | Ахеменидско царство            | Опсада      | данашња Турска                | Краљ   | Победа   | 7–0    |
| 5. новембар 333. п. н. е.            | Персијска кампања | Битка код Иса              | Ахеменидско царство            | Битка       | данашња Турска                | Краљ   | Победа   | 8–0    |
| Јануар-Јул 332. п. н. е.             | Персијска кампања | Опсада Тира                | Ахеменидско царство, Тиријци   | Опсада      | данашњи Либан                 | Краљ   | Победа   | 9–0    |
| Октобар 332. п. н. е.                | Персијска кампања | Опсада Газе                | Ахеменидско царство            | Опсада      | данашња Палестина             | Краљ   | Победа   | 10–0   |
| 1. октобар 331. п. н. е.             | Персијска кампања | Битка код Гаугамеле        | Ахеменидско царство            | Битка       | данашњни Ирак                 | Краљ   | Победа   | 11–0   |
| Децембар 331. п. н. е.               | Персијска кампања | Битка код Уксијске Дефиле  | Уксијци                        | Битка       | данашњи Иран                  | Краљ   | Победа   | 12–0   |
| 20. јануар 330. п. н. е.             | Персијска кампања | Битка код Персијских врата | Ахеменидско царство            | Битка       | данашњи Иран                  | Краљ   | Победа   | 13–0   |
| 329. п. н. е.                        | Персијска кампања | Опсада Кирополиса          | Согдијанци                     | Опсада      | данашњи Туркменистан          | Краљ   | Победа   | 14–0   |
| Октобар 329. п. н. е.                | Персијска кампања | Битка код Јаксартеса       | Скити                          | Битка       | данашњи Узбекистан            | Краљ   | Победа   | 15–0   |
| 327. п. н. е.                        | Персијска кампања | Опсада Согдијанске стене   | Согдијанци                     | Опсада      | данашњи Узбекистан            | Краљ   | Победа   | 16–0   |
| Мај 327 – Март 326. п. н. е.         | Индијска кампања  | Копхенска кампања          | Аспасијанци                    | Експедиција | данашњи Авганистан и Пакистан | Краљ   | Победа   | 17–0   |
| Април 326. п. н. е.                  | Индијска кампања  | Опсада Аорноса             | Асвака                         | Опсада      | данашњи Пакистан              | Краљ   | Победа   | 18–0   |
| Мај 326. п. н. е.                    | Индијска кампања  | Битка на Хидаспу           | Паурава                        | Битка       | данашњи Пакистан              | Краљ   | Победа   | 19–0   |
| Новембар 326 – Фебруар 325. п. н. е. | Индијска кампања  | Опсада Мултана             | Мали                           | Опсада      | данашњи Пакистан              | Краљ   | Победа   | 20–0   |

## Наслеђе
Александрово наслеђе проширило се даље од његових војних освајања, а његова владавина је означила прекретницу у европској и азијској историји. Његови походи су знатно повећали контакте и трговину између Истока и Запада, а огромна подручја на истоку била су значајно изложена грчкој цивилизацији и утицају. Неки од градова које је основао постали су велики културни центри, а многи су и преживели до 21. века. Његови хроничари су забележили вредне податке о областима кроз које је марширао, док су сами Грци стекли осећај припадности свету изван Медитерана.

### Хеленистичке краљевине
Александрово најнепосредније наслеђе било је увођење македонске власти у огромне нове делове Азије. У време његове смрти, Александрово царство покривало је око 5.200.000 km2 (2.000.000 sq mi) и било је највећа држава свог времена. Многе од ових области остале су у македонским рукама или под грчким утицајем наредних 200–300 година. Државе наследнице које су се појавиле биле су, барем у почетку, доминантне силе, а тих 300 година се често назива хеленистичким периодом.
Источне границе Александровог царства почеле су да се урушавају још за време његовог живота. Међутим, вакуум моћи који је оставио на северозападу индијског потконтинента директно је довео до једне од најмоћнијих индијских династија у историји, Мауријског царства. Користећи предности овог вакуума моћи, Чандрагупта Маурија (који се у грчким изворима назива „Сандрокот”), релативно скромног порекла, преузео је контролу над Панџабом и са том базом моћи наставио да осваја Нанда царство.

### Оснивање градова
Током својих освајања, Александар је основао двадесетак градова који су носили његово име, већином источно од Тигра. Прва и највећа била је Александрија у Египту, која ће постати један од водећих градова на Медитерану. Локације градова одражавале су трговачке путеве, као и одбрамбене положаје. У почетку су градови вероватно били негостољубиви, мало више од одбрамбених гарнизона. Након Александрове смрти, многи Грци који су се тамо населили покушали су да се врате у Грчку. Међутим, око једног века након Александрове смрти, многе Александрије су напредовале, са сложеним јавним зградама и значајном популацијом која је укључивала и грчке и локалне народе.
За Александра се везивало и оснивање „нове” Смирне. Према легенди, након што је Александар ловио на планини Пагус, спавао је испод платана у светишту Немезе. Док је спавао, појавила се богиња и рекла му да ту оснује град и да у њега усели Смирнијанце из „старог“ града. Смирнијанци су послали амбасадоре у пророчиште у Кларосу да се распитају о томе, а након одговора пророчишта одлучили су да се преселе у „нови“ град.
Град Пела, у модерном Јордану, основали су ветерани Александрове војске и назвали га по граду Пела, у Грчкој, који је био Александрово место рођења.

### Финансирање храмова
Године 334. п. н. е., Александар Велики је донирао средства за завршетак новог храма Атине Полије у Пријени, у данашњој западној Турској. Натпис из храма, који се сада налази у Британском музеју, каже: „Краљ Александар је [овај храм] посветио Атини Полији“. Овај натпис је један од ретких независних археолошких открића која потврђују догађај из Александровог живота. Храм је пројектовао Питеј, један од архитекта Маузолеја у Халикарнасу.
Либаније је писао да је Александар основао храм Зевса Ботиаја (стгрч. Βοττιαιου Διος), на месту где је касније подигнут град Антиохија.
У Суди је написано да је Александар саградио велики храм посвећен Серапису.

### Хеленизација
Хеленизацију је сковао немачки историчар Јохан Густав Дројсен да означи ширење грчког језика, културе и становништва у бившем Персијском царству након Александровог освајања. Овај процес се може видети у тако великим хеленистичким градовима као што су Александрија, Антиохија и Селеукија (јужно од модерног Багдада). Александар је настојао да унесе грчке елементе у персијску културу и да хибридизује грчку и персијску културу, хомогенизујући становништво Азије и Европе. Иако су његови наследници изричито одбацили такву политику, хеленизација се догодила широм региона, праћена изразитом и супротном „оријентализацијом“ држава наследница.
Срж хеленистичке културе коју су донела Александрова освајања била је у суштини атинска. Блиско удружење мушкараца из целе Грчке у Александровој војсци директно је довело до појаве „Коине“ или „уобичајеног“ грчког дијалекта који се углавном заснива на атичком језику. Коине се проширио по целом хеленистичком свету, поставши лингуа франца хеленистичких земаља и на крају предак модерног грчког. Штавише, планирање градова, образовање, локална управа и уметност која је била актуелна у хеленистичком периоду били су засновани на класичним грчким идеалима, еволуирајући у различите нове форме које се обично групишу као хеленистичке. Такође, Нови завет је написан на грчком језику Коине. Аспекти хеленистичке културе су још увек били очигледни у традицијама Византијског царства средином 15. века.

#### Хеленизација у јужној и централној Азији
Неки од најизраженијих ефеката хеленизације могу се видети у Авганистану и Индији, у региону Грчко-бактријског краљевства релативно касног успона (250–125. п. н. е.) (у модерном Авганистану, Пакистану и Таџикистану) и Индо-грчком краљевству (180. п. н. е. – 10. н. е.) у модерном Авганистану и Индији. На трговачким рутама Пута свиле, хеленистичка култура се хибридизовала са иранском и будистичком културом. Космополитска уметност и митологија Гандаре (регион који обухвата горње ушће река Инд, Сват и Кабул у модерном Пакистану) од ~3. века пре нове ере до ~5. века нове ере најочитије су у директном контакту између хеленистичке цивилизације и југа Азије, као и Ашокини едикти, који директно помињу Грке унутар Ашокине доминације као преобраћене у будизам и пријем будистичких изасланика од стране Ашокиних савременика у хеленистичком свету. Настали синкретизам познат као грчко-будизам утицао је на развој будизма и створио културу грчко-будистичке уметности. Ова грчко-будистичка краљевства послала су неке од првих будистичких мисионара у Кину, Сри Ланку и хеленистичку Азију и Европу (грчко-будистичко монаштво).
Неки од првих и најутицајнијих фигуративних приказа Буде појавили су се у то време, можда по узору на грчке статуе Аполона у грчко-будистичком стилу. На неколико будистичких традиција можда је утицала Старогрчка религија: концепт Бодисатва подсећа на грчке божанске хероје, а неке церемонијалне праксе Махајане (паљење тамјана, поклони цвећа и храна на олтарима) су сличне онима које су практиковали Стари Грци; међутим, сличне праксе су примећене и међу домородачком индијском културом. Један грчки краљ, Менандар I, вероватно је постао будиста, и овековечен је у будистичкој литератури као 'Милинда'. Процес хеленизације је такође подстакао трговину између истока и запада. На пример, грчки астрономски инструменти који датирају из 3. века пре нове ере пронађени су у грчко-бактријском граду Ал-Ханому у данашњем Авганистану, док је грчки концепт сферне Земље окружене сферама планета на крају потиснуло дугогодишње индијско космолошко веровање о диску који се састоји од четири континента груписана око централне планине (планина Меру) попут латица цвета. Текстови Јаванајатака (досл. грчки астрономски трактат) и Паулисе Сидханте описују утицај грчких астрономских идеја на индијску астрономију.
Након освајања Александра Великог на истоку, хеленистички утицај на индијску уметност био је далекосежан. У области архитектуре, неколико примера јонског поретка може се наћи чак до Пакистана са храмом Џандијал у близини Таксиле. Неколико примера престоница са јонским утицајима може се видети све до Патне, посебно са престоницом Паталипутра, датираном из 3. века пре нове ере. Коринтски поредак је такође у великој мери заступљен у уметности Гандаре, посебно кроз индокоринтске престонице.

### Утицај на Рим
Александру и његовим подвизима дивили су се многи Римљани, посебно генерали, који су желели да се поистовете са његовим достигнућима. Полибије је започео свој рад Историје подсећајући Римљане на Александрова достигнућа, а након тога су га римске вође виделе као узора. Помпеј Велики је усвојио епитет „Магнус“, па чак и Александрову фризуру анастолског типа, и тражио је по освојеним земљама истока Александров огртач стар 260 година, који је тада почео да носи као знак величине. Јулије Цезар је посветио Лисипску коњичку бронзану статуу, али је Александрову главу заменио својом, док је Октавијан посетио Александров гроб у Александрији и привремено променио свој печат са сфинге на Александров профил. И цар Трајан се дивио Александру, као и Нерон и Каракала. Макријани, римска породица која се у лику Макрина накратко попела на царски престо, држала је Александрове слике на себи, било на накиту, или извезене на својој одећи.
С друге стране, неки римски писци, посебно републичке личности, користили су Александра као причу упозорења о томе како се аутократске тенденције могу држати под контролом републичким вредностима. Александра су ови писци користили као пример владарских вредности као што су amicita (пријатељство) и clementia (помиловање), али и iracundia (бес) и cupiditas gloriae(претерана жеља за славом).
Цар Јулијан у својој сатири под називом "Цезари" описује надметање између претходних римских царева, са Александром Великим позваним као додатним такмичаром, у присуству окупљених богова.
Александријски итинераријум је латински итинераријум из 4. века који описује походе Александра Великог. Јулије Цезар је отишао да служи своју квестуру у Хиспанији после сахране своје жене, у пролеће или рано лето 69. п. н. е. Док је био тамо, наишао је на статуу Александра Великог и са незадовољством схватио да је сада у годинама када је Александар имао свет пред ногама, док је он постигао релативно мало.
Помпеј се представљао као „нови Александар” пошто је он био његов дечачки херој.
Након што је Каракала завршио свој поход против Аламана, постало је очигледно да је био презаокупљен Александром Великим. Почео је отворено да опонаша Александра у свом личном стилу. Планирајући своју инвазију на Партско царство, Каракала је одлучио да распореди 16.000 својих људи у фаланге у македонском стилу, упркос томе што је римска војска од фаланге направила застарелу тактичку формацију. Историчар Кристофер Метју помиње да термин Фалангари има два могућа значења, оба са војним конотацијама. Први се односи само на римску борбену линију и не значи изричито да су људи били наоружани штукама, а други има сличност са 'маријанским мазгама' касне Римске републике које су носиле своју опрему окачену на дугачку мотку, која је била у употреби најмање до 2. века нове ере. Као последица тога, Фалангари из Легије II Партика можда нису били пилари, већ стандардне борбене трупе или вероватно тријарији.
Каракалина манија за Александром отишла је толико далеко да је Каракала посетио Александрију припремајући се за своју персијску инвазију и прогонио филозофе аристотелске школе на основу легенде да је Аристотел отровао Александра. То је био знак Каракалиног све нестабилнијег понашања. Али ова манија за Александром, колико год била чудна, била је засењена каснијим догађајима у Александрији.
Године 39., Калигула је извео спектакуларан трик тако што је наредио да се изгради привремени пливајући мост користећи бродове као понтоне, који се протезао више од два миље од летовалишта Баје до суседне луке Путеоли. Речено је да је мост могао да парира понтонском мосту персијског краља Ксеркса преко Хелеспонта. Калигула, који није умео да плива, је наставио да јаше свог омиљеног коња Инцитата, носећи напрсник Александра Великог. Овај чин је био у супротности са предвиђањем Тиберијевог прорицатеља Тразила од Мендеса да Калигула није имао „више шансе да постане цар него да јаше на коњу преко залива Баје“.
Дифузија грчке културе и језика зацементирана Александровим освајањима у западној Азији и северној Африци послужила је као „предуслов“ за каснију римску експанзију на ове територије и као целокупна основа за Византијско царство, према Ерингтону.

### У легендама
Многе легенде о Александру потичу још за време његовог живота, вероватно подстицане од самог Александра. Његов дворски историчар Калистен је приказао море у Киликији као да се повлачи пред Александром у проскинези. Пишући убрзо након Александрове смрти, Онесикрит је измислио састанак између Александра и Талестриде, краљице митских Амазонки. Наводно је прочитао овај одломак свом покровитељу краљу Лизимаху, који је био један од Александрових генерала и који је шаљиво рекао: „Питам се где сам био у то време“.
У првим вековима након Александрове смрти, вероватно у Александрији, велики део легендарног материјала спојио се у текст познат као Александрида, касније лажно приписана Калистену и стога позната као Псеудо-Калистен. Овај текст је претрпео бројна проширења и ревизије током антике и средњег века, садржавши многе сумњиве приче, и преведен је на бројне језике.

### У античкој и модерној култури
Постигнућа и наслеђе Александра Великог су приказани у многим културама. Александар је учествовао у високој и популарној култури почевши од своје ере до данас. Посебно је Александрида имала значајан утицај на портрете Александра у каснијим културама, од персијске преко средњовековне европске до модерне грчке.
Александар заузима истакнуто место у модерном грчком фолклору, више од било које друге древне личности. Колоквијални облик његовог имена на савременом грчком („O Megalexandros“) је опште име, и он је једини антички херој који се појављује у Карагиозовом комаду сенки. Једна позната бајка међу грчким поморцима говори о усамљеној сирени која би ухватила прамац брода током олује и питала капетана „Да ли је краљ Александар жив?“ Тачан одговор је „Жив је и здрав и влада светом!“ узрокујући да сирена нестане и да се море смири. Сваки други одговор би проузроковао да се сирена претвори у бесну горгону која би одвукла брод на дно мора.
У предисламској средњоперсијској (зороастријској) литератури, Александар се помиње епитетом gujastak, што значи „проклет“, и оптужен је за уништавање храмова и спаљивање светих текстова зороастризма. У сунитској исламској Персији, под утицајем Александриде (на персијском: اسکندرنامه Iskandarnamah), појављује се позитивнији приказ Александра. Фирдусијева Шахнаме („Књига о краљевима“) укључује Александра у ред легитимних персијских шахова, митску фигуру која је истраживала далеке крајеве света у потрази за Фонтаном младости. У Шахнамеу, Александрово прво путовање је у Меки како би се помолио у Ћаби. Александар је више пута приказан како обавља хаџ (ходочашће у Меки) у каснијој исламској уметности и књижевности. Каснији персијски писци га повезују са филозофијом, приказујући га на симпозијуму са личностима као што су Сократ, Платон и Аристотел, у потрази за бесмртношћу.
Историчари верују да је лик Зул-Карнејна (буквално „Двороги“) који се помиње у Курану заснован на каснијим легендама о Александру. У овој традицији, он је био херојска фигура која је подигла зид за одбрану од народа Гога и Магога. Затим је путовао познатим светом у потрази за Водом живота и бесмртношћу, да би на крају постао пророк.
Сиријска верзија Александриде га приказује као идеалног хришћанског освајача света који се молио „једином истинитом Богу“. У Египту је Александар приказан као син Нектанеба II, последњег фараона пре персијског освајања. Даријев пораз од стране Александра приказан је као спас Египта, "доказујући" да Египтом још увек влада Египћанин.
Према Јосифу, Александру је приказана Књига пророка Данила када је ушао у Јерусалим, која описује моћног грчког краља који ће освојити Персијско царство. Ово се наводи као разлог за поштеду Јерусалима.
На хинди и урду језицима, име „Sikandar“, изведено од персијског имена за Александра, означава млади таленат у успону, а владар Делхијског султаната Ала-Уд-Дин Халџи стилизовао се као „Sikandar-i-Sani“ (Други Александар Велики). У средњовековној Индији, турски и авганистански суверени из региона Централне Азије иранске културе донели су позитивне културне конотације Александра на индијски потконтинент, што је резултирало цветањем Sikandarnameh (Александрида) које су написали индоперсијски песници као што је Амир Хосров и истицање Александра Великог као популарног субјекта у персијским минијатурама из периода Могулског царства. У средњовековној Европи, Александар Велики је био поштован као члан Девет вредних, групе хероја за чије се животе веровало да обухватају све идеалне квалитете витештва. Током првог италијанског похода Француских револуционарних ратова, на питање да ли је даје предност Александру или Цезару, Наполеон је рекао да Александра Великог ставља у први ред, а главни разлог је његов поход на Азију.
У Грчкој антологији постоје поезије које се односе на Александра.
Током времена настајали су уметнички предмети везани за Александра. Поред говорних дела, скулптура и слика, Александар је у модерном времену и даље предмет музичких и филмских дела. Индикативна је песма 'Alexander the Great' британског хеви метал бенда Ајрон Мејден. Неки филмови који су снимљени на тему Александра су:
- Sikandar (1941), индијски филм у режији Сохраба Модија о Александровом освајању Индије[326]
- Alexander the Great (1956), амерички филм
- Sikandar-e-Azam (1965), индијски филм
- Александар (2004), амерички филм

## Александар у јужнословенској литератури
Ханибал Луцић у песми У похвалу града Дубровника пише: Александар, ки би од Сарбљих краљ, и ки за тим вас свит доби, и зва се велики. Дубровчанин Динко Златарић је исто писао о Александру Великом као Србину и краљу Срба. Бану Јурју V Зринскому је посветио свој превод Софоклове Електре. У посвети књиге Златарић каже да Јурју овај дар неће бити мање драг него великом Лехсандру краљу српскому имат у руках Омера. Иван Гундулић у епу Осман пише: ... од Лехсандра Србљанина врх свијех цара цара славна. Петар II Петровић Његош у свом делу Лажни цар Шћепан Мали пише: Спомен'те се храбри Црногорци, какву преци ваши задобише нечувену славу и јунаштво с' Александром, царом македонским. Мато Топаловић је у песми Спјев пријатељу да илирски пише из 1836. записао о Словенима: ... Негда с Александром бој који славно бише!